# След десет години
„След десет години“ е петият студиен албум на българската рок група ФСБ, издаден от студио „Балкантон“ през 1983 г.

## Списък на песните[2]
1. „Пак ще се прегърнем“ – 5:00
2. „Обещание“ – 4:13
3. „Картини“ – 4:24
4. „След десет години“ – 3:30
5. „Ако спреш“ – 3:12
6. „Епизод от романтичен филм“ – 5:49

Песента „След 10 години“ е кавър версия с български текст (написан от Михаил Белчев) на песента „Amico di ieri“ на италианската група Le Orme. Оригиналната песен е написана от Toni Pagliuca и издадена през 1975 в албума „Smogmagica“.

## Състав
- Румен Бояджиев – оберхайм модулен синтезатор, минимууг, корг вокодер, соурс синтезатор, ударни, вокал
- Константин Цеков – ямаха гранд пиано, корг полиансамбъл, фендер пиано, вокал
- Александър Бахаров – алембик бас, вокал
- Иван Лечев – крамер и фендер ел. китари, овейшън 12стр. китара, вокал
- Петър Славов – стакато барабани, ударни